# ナサ・カダー
ナサ・カダー（Naser Khader、1963年7月1日 - ）は、デンマークの政治家。
現在は保守党のデンマーク議会（フォルケティング）議員だが、過去にはラディケーリや自由同盟に所属しており、後者については結党から2009年1月5日まで党首を務めていた。

## 生い立ち
パレスチナ人の父とシリア人の母との間に生まれ、伝統的な風習が色濃く残るダマスカス郊外の農村で育った。父はパレスチナ難民としてシリアに出るも就職に事欠く状況で、妻の住んでいた村で共に生活していた時は、妻は「変わり者と結婚した」などと陰口を叩かれていたという。
ナサ・カダーの名はアラブ連合共和国で第2代大統領を務めたガマール・アブドゥン＝ナーセルに因んでいるが、1960年代に父がヨーロッパへ移住し名前をラテン文字に翻訳した際に"Nasser"の"s"の字が抜け落ちている。ナサー本人は1974年、故郷からデンマーク・コペンハーゲン中心部へ移り、1983年にギムナジウムを卒業。

### 自由同盟
以前はラディケーリの党員であったが、2007年5月7日に新党自由同盟を結成すべく離党し、2007年11月13日に行われた議会選挙で5議席を得た。2009年1月5日に議会に籍を置いたまままたも自由同盟を離れるが、その際報道陣に対しヴェンスタか保守党への入党を考えているが、どちらにするかはまだ考えていないと発言した（結局2009年3月17日に保守党に入党）。

## エピソード

### ムハンマド風刺漫画掲載問題
ムハンマド風刺漫画掲載問題に絡み中東を歴訪していた、デンマークのムスリム団体のスポークスマンであるアフメド・アッカリが「もしカダーが移民関係の役職に就くのなら、2人の男を送り込んで殺してやってもいいか?」と発言したことが報じられたVid. (Fr.)際、カダー自身はこのまま政治活動を続けるべきか悩んだが、後にアッカリのジョークと分かると公務に復帰した。新組織「ムスリム穏健派」（後に民主的ムスリムと改名）を立ち上げるなど、民主主義とイスラム教との平和的共存を説いたことでも知られる。

### ジャーナリスト・政治コンサルタントとの関係
政治コンサルタントやジャーナリストとの繋がりが深く、アナス・フォー・ラスムセン前首相の報道官などとは親友関係。